# Futbalski klub Glasinac
Il Fudbalski klub Glasinac (in serbo cirillico Фудбалски клуб Гласинац), fondato nel 1936 e conosciuto semplicemente come Glasinac, era una squadra di calcio di Sokolac, una città nella Repubblica Srpska (Bosnia ed Erzegovina). Nell'estate 2011, per problemi finanziari, cessa l'attività ed una nuova società, il Omladinski fudbalski klub Glasinac 2011, ne prende l'eredità.

## Nome
Il Glasinac è un altopiano nella regione della Romanija. Sokolac è al centro di questo altopiano.

## Storia
La squadra viene fondata nel 1936 come branca della società polisportiva SD Sokolac e fino alla guerra di Bosnia milita sempre nelle serie minori jugoslave.
Dopo la fine della guerra, si affilia alla neonata Federazione calcistica della Repubblica Serba e nel 1995 viene inserito nella massima divisione: i primi tre anni sono i migliori, riesce sempre a finire fra le prime tre, pur senza riuscire a vincere il campionato. Nel 2002 - con la fusione dei tornei della Repubblica Srpska con quelli della Federazione BiH - viene ammesso alla Premijer liga.
Nella Premijer liga rimane per due stagioni, poi cade in Prva liga (ora declassata a seconda divisione), ma purtroppo i tempi migliori sono finiti e, dopo un paio di sali-scendi con la Druga liga, nel 2011 la società cessa l'attività. La sua eredità viene presa dal OFK Glasinac 2011 (che attualmente milita in Druga liga) e dal FK Sokolac (che pratica solo attività giovanile).

### Cronistoria
| Stagione                           | Campionato                         | Campionato                         | Campionato                         | Campionato                         | Coppa                 |
| Stagione                           | Categoria                          | Liv.                               | Posizione                          | Verdetti                           | Coppa                 |
| ---------------------------------- | ---------------------------------- | ---------------------------------- | ---------------------------------- | ---------------------------------- | --------------------- |
| CAMPIONATI DELLA REPUBBLICA SRPSKA | CAMPIONATI DELLA REPUBBLICA SRPSKA | CAMPIONATI DELLA REPUBBLICA SRPSKA | CAMPIONATI DELLA REPUBBLICA SRPSKA | CAMPIONATI DELLA REPUBBLICA SRPSKA | Kup Republike Srpske  |
| 1995–96                            | Prva liga RS - Est                 | I                                  | 2º su 11                           |                                    | ???                   |
| 1996–97                            | Prva liga RS - Est                 | I                                  | 3º su 12                           |                                    | ???                   |
| 1997–98                            | Prva liga RS                       | I                                  | 3º su 18                           |                                    | ???                   |
| 1998–99                            | Prva liga RS                       | I                                  | 9º su 18                           |                                    | ???                   |
| 1999–00                            | Prva liga RS                       | I                                  | 10º su 20                          |                                    | ???                   |
| 2000–01                            | Prva liga RS                       | I                                  | 13º su 16                          |                                    | ???                   |
| 2001–02                            | Prva liga RS                       | I                                  | 4º su 16                           | Ammesso alla Premijer liga         | Sedicesimi in Kup BiH |
| CAMPIONATI DELLA BOSNIA ERZEGOVINA | CAMPIONATI DELLA BOSNIA ERZEGOVINA | CAMPIONATI DELLA BOSNIA ERZEGOVINA | CAMPIONATI DELLA BOSNIA ERZEGOVINA | CAMPIONATI DELLA BOSNIA ERZEGOVINA | Coppa di Bosnia       |
| 2002–03                            | Premijer liga BiH                  | I                                  | 14º su 20                          |                                    | Ottavi                |
| 2003–04                            | Premijer liga BiH                  | I                                  | 15º su 16                          | Retrocede in 1.liga                | Sedicesimi            |
| 2004–05                            | Prva liga RS                       | II                                 | 6º su 16                           |                                    | n.q.                  |
| 2005–06                            | Prva liga RS                       | II                                 | 9º su 16                           |                                    | n.q.                  |
| 2006–07                            | Prva liga RS                       | II                                 | 15º su 16                          | Retrocede in 2.liga                | n.q.                  |
| 2007–08                            | Druga liga RS - Sud                | III                                | 1º su 14                           | Promosso in 1.liga                 | n.q.                  |
| 2008–09                            | Prva liga RS                       | II                                 | 15º su 16                          | Retrocede in 2.liga                | n.q.                  |
| 2009–10                            | Druga liga RS - Est                | III                                | 6º su 16                           |                                    | n.q.                  |
| 2010–11                            | Druga liga RS - Est                | III                                | 7º su 14                           | Nasce lo OFK Glasinac 2011         | n.q.                  |
| 2011–12                            | Regionalna liga RS - Sud           | IV                                 | 1º su 6                            | Promosso in 2.liga                 | n.q.                  |
| 2012–13                            | Druga liga RS - Est                | III                                | 9º su 14                           |                                    | n.q.                  |
| 2013–14                            | Druga liga RS - Est                | III                                | 11º su 14                          |                                    | n.q.                  |
| 2014–15                            | Druga liga RS - Est                | III                                | 13º su 14                          |                                    | n.q.                  |
| 2015–16                            | Druga liga RS - Est                | III                                | 6º su 15                           |                                    | n.q.                  |
| 2016–17                            | Druga liga RS - Est                | III                                | 6º su 16                           |                                    | n.q.                  |
| 2017–18                            | Druga liga RS - Est                | III                                | 4º su 16                           |                                    | n.q.                  |
| 2018–19                            | Druga liga RS - Est                | III                                |                                    |                                    | n.q.                  |

## Stadio
Il Glasinac disputava le partite interne allo Sportski kompleks „Bara“, un impianto polisportivo con una capienza di 3000 posti.